# El Atteuf
El Atteuf là một đô thị thuộc tỉnh Ghardaïa, Algérie. Dân số thời điểm năm 2002 là 12.713 người.